# Mark LaForest
Pour les articles homonymes, voir Laforest.
Mark Andrew LaForest (né le 10 juillet 1962 à Welland, dans la province de l'Ontario au Canada et mort le 31 mars 2025) est un joueur professionnel de hockey sur glace ayant joué à la position de gardien de but.

## Biographie
Après deux saisons au niveau junior dans la Ligue de hockey de l'Ontario, LaForest signe en tant qu'agent libre avec les Red Wings de Détroit en 1983, il rejoint alors leurs club affilié, les Red Wings de l'Adirondack dans la Ligue américaine de hockey. Il remporte avec ces derniers le trophée Aldege-« Baz »-Bastien remis au meilleur gardien de la LAH.
Il est échangé en juin 1987 aux Flyers de Philadelphie et est appelé à seconder Ron Hextall. Après l'acquisition de Ken Wregget par les Flyers à l'été 1989, LaForest est cédé aux Maple Leafs de Toronto avec qui il ne passe qu'une saison avant d'être échangé à nouveau, cette fois aux Rangers de New York. Il évolue durant deux saisons avec leur club affilié, les Rangers de Binghamton, avec qui il remporte un deuxième trophée « Baz » Bastien en carrière.
Retenu lors du Repêchage d'expansion de la LNH 1992 par les Sénateurs d'Ottawa, il prend part à cinq rencontres avec ces derniers. Il poursuit au niveau mineur pour trois autres saisons avant d'annoncer son retrait de la compétition.
Il meurt le 31 mars 2025.

### Statistiques
| Saison     | Équipe                              | Ligue      |     | Saison régulière | Saison régulière | Saison régulière | Saison régulière | Saison régulière | Saison régulière | Saison régulière | Saison régulière | Saison régulière | Saison régulière |    | Séries éliminatoires | Séries éliminatoires | Séries éliminatoires | Séries éliminatoires | Séries éliminatoires | Séries éliminatoires | Séries éliminatoires | Séries éliminatoires | Séries éliminatoires |
| Saison     | Équipe                              | Ligue      | PJ  | V                | D                | Pr/N             | Min              | BC               | Moy              | % Arr            | Bl               | Pun              | PJ               | V  | D                    | Min                  | BC                   | Moy                  | % Arr                | Bl                   | Pun                  |                      |                      |
| 1981-1982  | Flyers de Niagara Falls             | LHO        | 24  | 10               | 13               | 1                | 1365             | 105              | 4,62             |                  | 1                | 14               | 5                | 1  | 2                    | 300                  | 19                   | 3,80                 |                      | 0                    | 0                    |                      |                      |
| 1982-1983  | Centennials de North Bay            | LHO        | 54  | 34               | 17               | 1                | 3140             | 195              | 3,73             |                  | 0                | 20               | 8                | 4  | 4                    | 474                  | 31                   | 3,92                 |                      | 0                    | 7                    |                      |                      |
| 1983-1984  | Red Wings de l'Adirondack           | LAH        | 7   | 3                | 3                | 1                | 351              | 29               | 4,96             | 85,5             | 0                | 2                | -                | -  | -                    | -                    | -                    | -                    | -                    | -                    | -                    |                      |                      |
| 1983-1984  | Wings de Kalamazoo                  | LIH        | 13  | 4                | 5                | 2                | 718              | 48               | 4,01             |                  | 1                | 11               | -                | -  | -                    | -                    | -                    | -                    | -                    | -                    | -                    |                      |                      |
| 1984-1985  | Red Wings de l'Adirondack           | LAH        | 11  | 2                | 3                | 1                | 430              | 35               | 4,88             | 84,2             | 0                | 0                | -                | -  | -                    | -                    | -                    | -                    | -                    | -                    | -                    |                      |                      |
| 1984-1985  | Stars de Mohawk Valley              | ACHL       | 8   |                  |                  |                  | 420              | 60               | 8,57             |                  | 0                | 15               | -                | -  | -                    | -                    | -                    | -                    | -                    | -                    | -                    |                      |                      |
| 1985-1986  | Red Wings de Détroit                | LNH        | 28  | 4                | 21               | 0                | 1383             | 114              | 4,95             | 84,6             | 1                | -                | -                | -  | -                    | -                    | -                    | -                    | -                    | -                    |                      |                      |                      |
| 1985-1986  | Red Wings de l'Adirondack           | LAH        | 19  | 13               | 5                | 1                | 1142             | 57               | 2,99             | 89,6             | 0                | 14               | 17               | 12 | 5                    | 1075                 | 58                   | 3,24                 |                      | 0                    | 2                    |                      |                      |
| 1986-1987  | Red Wings de Détroit                | LNH        | 5   | 2                | 1                | 0                | 219              | 12               | 3,29             | 89,2             | 0                | 7                | -                | -  | -                    | -                    | -                    | -                    | -                    | -                    | -                    |                      |                      |
| 1986-1987  | Red Wings de l'Adirondack           | LAH        | 37  | 23               | 8                | 0                | 2229             | 105              | 2,83             | 91,1             | 3                | 10               | -                | -  | -                    | -                    | -                    | -                    | -                    | -                    | -                    |                      |                      |
| 1987-1988  | Flyers de Philadelphie              | LNH        | 21  | 5                | 9                | 2                | 972              | 60               | 3,72             | 87,4             | 1                | 8                | 2                | 1  | 0                    | 48                   | 1                    | 1,25                 | 91,7                 | 0                    | 10                   |                      |                      |
| 1987-1988  | Bears de Hershey                    | LAH        | 5   | 2                | 1                | 2                | 309              | 13               | 2,52             | 91,7             | 0                | 2                | -                | -  | -                    | -                    | -                    | -                    | -                    | -                    | -                    |                      |                      |
| 1988-1989  | Flyers de Philadelphie              | LNH        | 17  | 5                | 7                | 2                | 933              | 64               | 4,12             | 87,1             | 0                | 4                | -                | -  | -                    | -                    | -                    | -                    | -                    | -                    | -                    |                      |                      |
| 1988-1989  | Bears de Hershey                    | LAH        | 3   | 2                | 0                | 0                | 185              | 9                | 2,92             | 88,9             | 0                | 0                | 12               | 7  | 5                    | 744                  | 27                   | 2,18                 |                      | 1                    | 8                    |                      |                      |
| 1989-1990  | Maple Leafs de Toronto              | LNH        | 27  | 9                | 14               | 0                | 1343             | 87               | 3,89             | 88,6             | 0                | 23               | -                | -  | -                    | -                    | -                    | -                    | -                    | -                    | -                    |                      |                      |
| 1989-1990  | Saints de Newmarket                 | LAH        | 10  | 6                | 4                | 0                | 604              | 33               | 3,28             | 90,5             | 1                | 10               | -                | -  | -                    | -                    | -                    | -                    | -                    | -                    | -                    |                      |                      |
| 1990-1991  | Rangers de Binghamton               | LAH        | 45  | 25               | 14               | 2                | 2452             | 129              | 3,16             | 90,2             | 0                | 22               | 9                | 3  | 4                    | 442                  | 28                   | 3,80                 |                      | 1                    | 2                    |                      |                      |
| 1991-1992  | Rangers de Binghamton               | LAH        | 43  | 25               | 15               | 3                | 2559             | 146              | 3,42             | 88,3             | 1                | 18               | 11               | 7  | 4                    | 662                  | 34                   | 3,08                 |                      | 0                    | 4                    |                      |                      |
| 1992-1993  | Senators de New Haven               | LAH        | 30  | 10               | 18               | 1                | 1688             | 121              | 4,30             | 87,8             | 1                | 29               | -                | -  | -                    | -                    | -                    | -                    | -                    | -                    | -                    |                      |                      |
| 1992-1993  | Smoke de Brantford                  | ColHL      | 10  | 5                | 3                | 1                | 565              | 35               | 3,72             | 88,2             | 1                | 0                | -                | -  | -                    | -                    | -                    | -                    | -                    | -                    | -                    |                      |                      |
| 1993-1994  | Sénateurs d'Ottawa                  | LNH        | 5   | 0                | 2                | 0                | 182              | 17               | 5,59             | 82,3             | 0                | 0                | -                | -  | -                    | -                    | -                    | -                    | -                    | -                    | -                    |                      |                      |
| 1993-1994  | Senators de l'Île-du-Prince-Édouard | LAH        | 43  | 9                | 25               | 5                | 2359             | 161              | 4,09             | 88,1             | 0                | 38               | -                | -  | -                    | -                    | -                    | -                    | -                    | -                    | -                    |                      |                      |
| 1994-1995  | Admirals de Milwaukee               | LIH        | 42  | 19               | 13               | 7                | 2325             | 123              | 3,17             | 89,9             | 2                | 8                | 15               | 8  | 7                    | 937                  | 40                   | 2,56                 |                      | 2                    | 8                    |                      |                      |
| 1995-1996  | Admirals de Milwaukee               | LIH        | 53  | 26               | 20               | 7                | 3079             | 191              | 3,72             | 88,2             | 0                | 38               | 5                | 2  | 3                    | 315                  | 18                   | 3,42                 |                      | 0                    | 0                    |                      |                      |
| 1996-1997  | Rangers de Binghamton               | LAH        | 9   | 0                | 4                | 1                | 393              | 26               | 3,97             | 87,6             | 0                | 2                | -                | -  | -                    | -                    | -                    | -                    | -                    | -                    | -                    |                      |                      |
| 1996-1997  | Blizzard d'Utica                    | ColHL      | 6   | 1                | 2                | 2                | 312              | 31               | 5,95             | 80,5             | 0                | 2                | -                | -  | -                    | -                    | -                    | -                    | -                    | -                    | -                    |                      |                      |
| Totaux LNH | Totaux LNH                          | Totaux LNH | 103 | 25               | 54               | 4                | 5 032            | 354              | 4,22             | 86,8             | 2                | 65               | 2                | 1  | 0                    | 48                   | 1                    | 1,25                 | 91,7                 | 0                    | 10                   |                      |                      |

## Parenté dans le sport
Son frère Bob LaForest fut également hockeyeur professionnel.

## Honneurs et trophées
- Ligue américaine de hockey
  - Vainqueur du trophée Aldege-« Baz »-Bastien en 1987 et 1991.
  - Nommé dans la deuxième équipe d'étoiles en 1991.

## Transaction en carrière
- 29 avril 1983 ; signe à titre d'agent libre avec les Red Wings de Détroit.
- 13 juin 1987 ; échangé par les Red Wings aux Flyers de Philadelphie en retour du choix de deuxième ronde des Flyers au repêchage de 1987 (les Red Wings sélectionnent avec ce choix Bob Wilkie).
- 8 septembre 1989 ; échangé par les Flyers aux Maple Leafs de Toronto en retour du choix de cinquième ronde des Leafs au repêchage de 1991 (échangé ultérieurement au Jets de Winnipeg qui choisissent avec ce choix Juha Ylönen) et du choix de septième ronde des Flyers en 1991 (acquis précédemment, les Flyers sélectionnent avec ce choix Andreï Lomakine).
- 28 juin 1990 ; échangé par les Maple Leafs avec Tie Domi aux Rangers de New York en retour de Greg Johnston.
- 18 juin 1992 ; réclamé par les Sénateurs d'Ottawa lors du Repêchage d'expansion de la LNH.